# Веста
 Тази статия е за богинята.  За астероида вижте 4 Веста.  
Веста (Vesta) е римска богиня на свещеното огнище и на дома, както и на разсъдливостта, смиреността, дисциплината и благосклонността. Тя се отъждествявана с огъня, както и със земното кълбо. В нейния храм на Римския форум горял свещен огън, който бил донесен заедно с култа ѝ от Еней. Този огън бил символ на благополучието на римската държава. Над него бдяли денонощно жриците – весталки, защото угасването му се считало за най-лошо предзнаменование.
Весталките започвали да служат на Веста на възраст между 6 и 10 години и трябвало да пазят девствеността си в продължение на 30 години. Те поддържали постоянен огън в храмовете на Веста, който символизирал държавната. Смятало се за лошо предзнаменование, ако огънят угасне. В първия ден на новата година обаче той се гасял и се палел наново чрез триене на дърво в дърво.
Празникът на богинята се е чества на 9 юни и е празник и на пекарите и мелничарите. За робите, работещи в мелниците и фурните, този ден е почивен.
От името на богинята произлиза думата вестибюл, тъй като входът на дома бил посветен на нея.
- Картина на храма на Веста в Тиволи, Италия – 1600 г.
- Весталки, историческа възстановка, България – 2015 г.

## Веста в литературата, киното и телевизията
В научнофантастичния сериал Вавилон 5 Веста е името на боен космически кораб на „Земния Съюз“ под командването на капитан Макдугъл. Корабът „Веста“ участва в редица космически битки, като най-значимата от тях е сражението за земната колония Проксима 3.